# Комиссия Уоррена

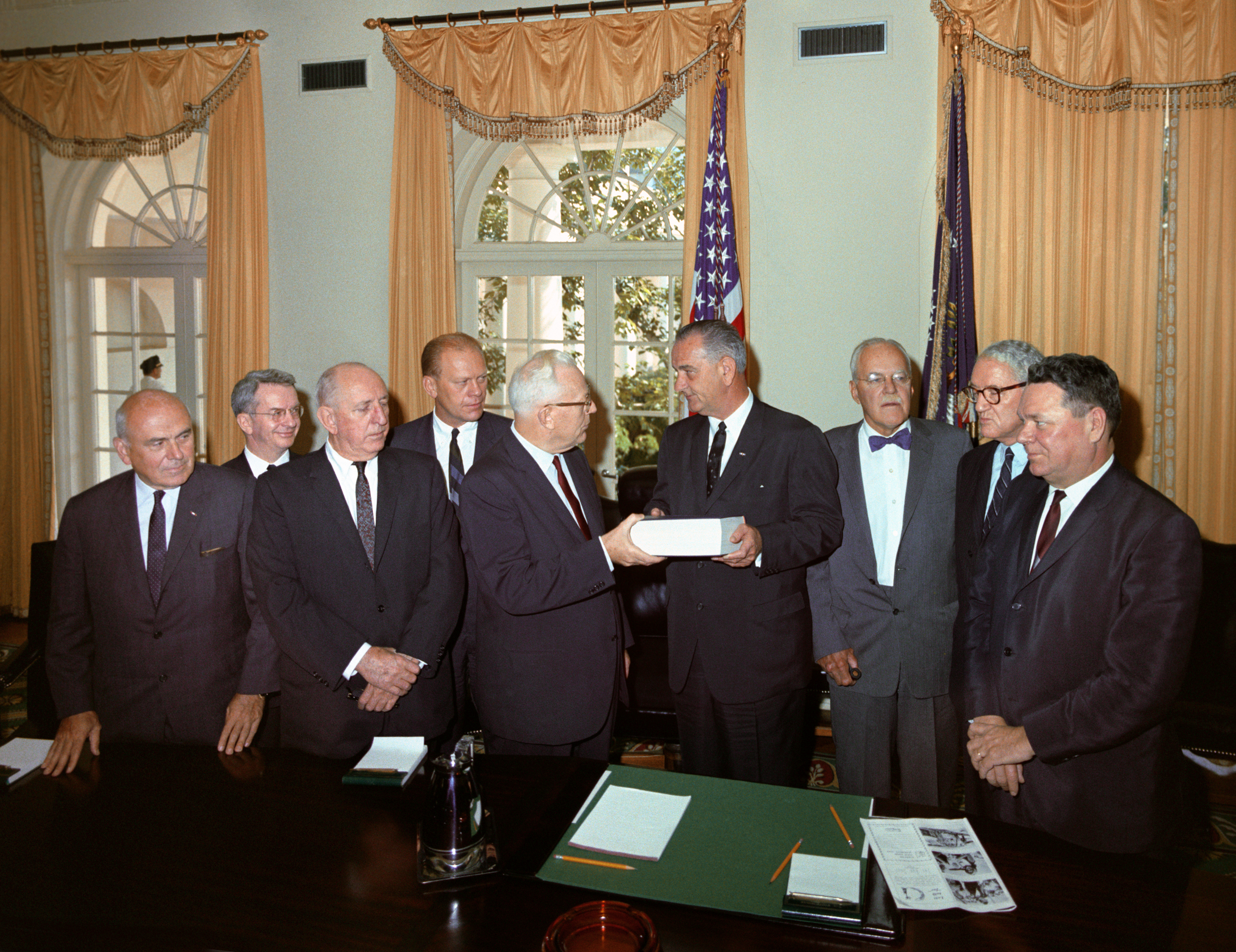
Эрл Уоррен вручает Линдону Джонсону итоговый доклад комиссии

Комиссия Президента по расследованию убийства президента Кеннеди (англ. The President's Commission on the Assassination of President Kennedy), более известная как Комиссия Уоррена (The Warren Commission, по имени председателя комиссии Эрла Уоррена) — специальный орган, созданный президентом США Линдоном Джонсоном для расследования убийства 35-го президента США Джона Кеннеди. 24 сентября 1964 года комиссия представила итоговый доклад на 888 страницах. Согласно выводам комиссии убийство Кеннеди было делом рук снайпера-одиночки Ли Харви Освальда. В настоящее время существует множество более или менее убедительных альтернативных теорий, оспаривающих выводы комиссии полностью или частично.

## Создание и состав комиссии
Указ президента № 11130 о создании комиссии был подписан 29 ноября 1963 года, через неделю после убийства. В неё вошли:
- Эрл Уоррен, председатель Верховного суда США (председатель);
- Ричард Расселл (сенатор от штата Джорджия, Демократическая партия);
- Джон Шерман Купер (сенатор от штата Кентукки, Республиканская партия);
- Хейл Боггс (член Палаты представителей от штата Луизиана, Демократическая партия);
- Джеральд Форд (член Палаты представителей от штата Мичиган, Республиканская партия);
- Аллен Даллес (бывший директор ЦРУ);
- Джон Маклой (бывший президент Всемирного банка).

Кроме этого в работе комиссии на постоянной основе участвовали многие специалисты, на которых были возложены те или иные функции в расследовании. 16 декабря 1963 года бывший представитель правительства в Верховном суде Джеймс Ли Рэнкин был назначен главным советником комиссии (general counsel), кроме него комиссии помогали ещё четырнадцать советников, между которыми были распределены обязанности. В течение срока функционирования комиссии ей оказывали помощь федеральные органы и правительство Техаса.

## Расследование
Первое время расследование велось силами Секретной службы, агенты которой обеспечивали охрану Кеннеди в Далласе, и ФБР. Но Джонсон очень быстро передал всё расследование ФБР. Поскольку комиссия Уоррена не располагала собственными ресурсами для сбора и изучения доказательств, на ФБР была возложена вся полнота следственных действий. Как отмечал Комитет Палаты Представителей США по убийствам, большинство заключений комиссии Уоррена было основано на результатах работы ФБР. Планировалось, что в апреле или мае собственно расследование будет закончено, а окончательный текст доклада будет готов 30 июня, но сроки не были выдержаны.
Большая часть свидетелей была допрошена лично членами комиссии либо в их присутствии. Протоколы этих допросов составляют первые пять томов от всех материалов слушаний комиссии. Однако в реальности многие допросы проходили в присутствии менее половины членов. 
Позже Комитет Палаты Представителей США по убийствам, изучая работу комиссии, указывал на недостаточное внимание, уделённое биографии Освальда и отдельным эпизодам его жизни, связям Джека Руби и организованной преступности, доказательствам, касающимся количества выстрелов, и некоторым другим вопросам. Отмечалось, что на работу комиссии оказывалось давление, Джонсон настаивал на том, чтобы комиссия закончила работу до начала избирательной кампании 1964 года.

## Итоговый доклад

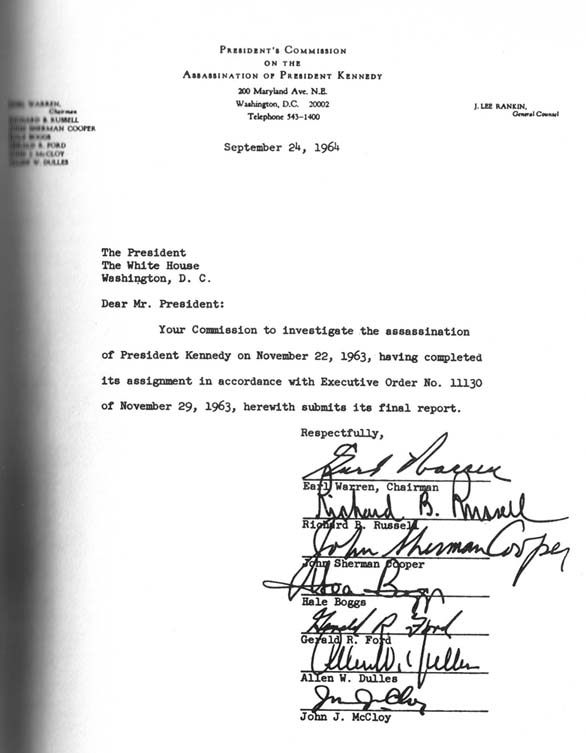
Первый лист доклада комиссии Уоррена

Итоговый доклад комиссии был представлен президенту Джонсону 24 сентября 1964 года. Три дня спустя он был опубликован, затем последовала публикация материалов слушаний комиссии в 26 томах. 
По версии комиссии Уоррена Кеннеди был убит Ли Харви Освальдом, который трижды выстрелил в президента из винтовки с шестого этажа школьного книгохранилища. Две пули ранили Кеннеди: одна попала в спину и вышла спереди через шею, вторая ударила в голову. Ранение в голову стало смертельным. Одним из ключевых и наиболее спорных выводов комиссии стала «теория одной пули» (single bullet theory), которую критики официальной версии иронично именуют «магической» или «волшебной» пулей (magic bullet). Известно, что одним из её авторов был юрист, впоследствии сенатор, Арлен Спектер, входивший в число советников при комиссии. Теория состояла в том, что та же пуля, которая вышла через шею Кеннеди, ранила в спину сидевшего впереди губернатора Техаса Джона Конналли. По мнению сторонников альтернативных теорий убийства, одна пуля не могла пройти по такой траектории, что является важным доказательством наличия как минимум ещё одного снайпера. С другой стороны, сторонники этой теории не принимают во внимание особенность конструкции данного представительского автомобиля. Губернатор Джон Конналли сидел не на основном, а на дополнительном сиденье, которое смещено к центру машины и расположено ниже. Это можно заметить даже на фотографиях. Нейтронно-активационный анализ показал в 2004 году, что все найденные пули и их осколки, в том числе из тела Конналли, были выпущены из одной винтовки Mannlicher-Carcano.
Другой недоработкой комиссии являлись отсутствие внятных объяснений очень малых временных интервалов между выстрелами и отсутствие в уликах одной пули. Её след, однако, все эти годы был на виду. Discovery channel сделал полную реконструкцию событий на основе оцифрованных записей. В результате на обработанных кадрах видны брызги крови при выходе пули из тела, все пули попадают в Кеннеди сзади. Было установлено, что винтовка Освальда, если её направить в установленные места, выбрасывает гильзы именно туда, где они были найдены, одна отдельно и две рядом, а светофор над улицей оказывается на линии огня. Светофор не сохранился, но в архиве Комиссии Уоррена можно увидеть этот светофор с вмятиной на краю металла. Это означает, что первый выстрел был намного раньше двух последующих, и не зафиксирован в фильме Запрудера.

## Материалы расследования
Все материалы комиссии Уоррена в 1964 году были переданы в Национальное управление архивов и документации (Национальные архивы). Не опубликованные ранее документы, согласно правилам Управления, могли быть преданы гласности не ранее, чем через 75 лет (то есть в 2039 году), поскольку все они касались расследования, проводимого федеральными органами. В 1966 году был принят Акт о свободе информации, который устанавливал общие правила доступа к правительственным документам и случаи, когда доступ мог быть ограничен.
К 1992 году 98 % документов комиссии Уоррена было рассекречено, и в архивах находилось только около 3000 страниц. В 1992 году Конгресс США принял Акт о собрании материалов об убийстве президента Джона Фицджеральда Кеннеди (President John F. Kennedy Assassination Records Collection Act), который обязывал Национальные архивы собрать и опубликовать все материалы расследований за минимальными исключениями. Акт также предусматривал создание Совета по пересмотру материалов убийства (Assassination Records Review Board), в обязанности которого входила публикация относящихся к убийству документов и анализ запросов государственных органов об отложении публикации документов. Когда поступал подобный запрос, Совет решал, подпадает ли изложенная в документе информация под один из установленных Актом случаев. В ходе работы Совета были, в частности, опубликованы все материалы комиссии, за исключением тех, которые касались возврата налогов. Минимальные изъятия касались имён агентов и секретных методов спецслужб.